# Ixodina saegeri
Ixodina saegeri är en skalbaggsart som beskrevs av Vladimir Balthasar 1963. Ixodina saegeri ingår i släktet Ixodina och familjen bladhorningar. Inga underarter finns listade i Catalogue of Life.